# Arthur Alexander Kaspar von Rex
Arthur Alexander Kaspar Graf von Rex (* 2. Februar 1856 in Dresden; † 4. September 1926 in Waldhaus Flims in der Schweiz) war ein deutscher Diplomat.

## Leben
Nach seinem Schulabschluss begann Arthur Alexander Kaspar von Rex ein Jurastudium, das er an der Friedrich-Wilhelms-Universität zu Berlin, der Universität Leipzig und der Universität Straßburg absolvierte. Im November 1882 trat er in den Auswärtigen Dienst ein. Als Legationssekretär wurde er 1883 an die deutsche Gesandtschaft nach Lissabon entsandt. Von dort wechselte er 1885 an die deutsche Gesandtschaft nach Rio de Janeiro und war ab 1887 an der Gesandtschaft in Paris. Hier war er nur für ein Jahr eingesetzt und wurde 1888 an die deutsche Gesandtschaft nach Belgrad versetzt. Es folgten 1889 Dienst an der Gesandtschaft in Sankt Petersburg und ab 1894 als Ministerresident. Nach zwei Jahren wurde er abberufen und 1896 als Gesandter nach Caracas beordert. Hieran schloss sich 1898 die Übernahme der Gesandtschaft in Teheran an. Hier löste er den erkrankten Günther von Gaertner-Griebenow ab. Dieses Amt in Teheran behielt er acht Jahre inne und sein Einsatz endete dort im Mai 1906. Sein Nachfolger wurde dort Wilhelm Stemrich (1852–1911).
In Peking trat Arthur Alexander Kaspar von Rex 1906 die Nachfolge von Alfons Freiherr Mumm von Schwarzenstein (1859–1924) an. Während dieses Amtes als Gesandter in China wurde er zum „Wirklich geheimen Rat“ mit dem Prädikat „Exzellenz“ ernannt. Bedingt durch diesen ersten Einsatz in Ostasien machte er sich mit den besonderen Problemen dieser Region, den Verhaltensmaßstäben sowie den Traditionen und kulturellen Besonderheiten vertraut. In diese Zeit fällt dann auch sein Bemühen im Jahre 1907 um ein Bündnis der Regierungen Guangxu, den USA mit Theodore Roosevelt und Deutschland mit Wilhelm II. Ab Februar 1911 war ihm eröffnet worden, dass für ihn ein Wechsel mit Einsatz in Japan bevorstand.
Auch in Japan löste Arthur Alexander Kaspar von Rex wiederum den bisherigen Botschafter Alfons Mumm von Schwarzenstein in Tokio ab, der wegen eines Augenleidens den Dienst quittieren musste. Die Geschäftsübernahme erfolgte am 13. April 1911. In dieser Zeit kam es in Japan besonders auf das Ausbalancieren von machtpolitischen Bündnissen im ostasiatischen Raum an, die deutliche Beobachtung der Entwicklung von strategischen Partnerschaften, die sich zwischen Japan und den USA sowie Japan und Großbritannien entwickelten. Wobei der Drang Deutschlands auch in diesem Raum Kolonien zu erwerben, sich überseeische Einflussgebiete zu sichern nicht unerhebliche Auswirkungen auf die Beziehungen mit Japan hatte. Jedoch hatte von Rex in Japan von Beginn an auf das falsche Pferd gesetzt. Sein ganzes politisches Bemühen galt Fürst Katsura Tarō (1848–1913), als dieser jedoch nach einem Misstrauensantrag im japanischen Parlament im Februar 1913 zurücktreten musste, stand nicht nur der Geschäftsträger der Gesandtschaft, sondern das gesamte Spitzenpersonal bei der japanischen Regierung vor verschlossenen Türen. Als dann noch zwei höhere Gefolgsleute des späteren Premierministers Ōkuma Shigenobu (1838–1922) wegen Bestechung durch die deutsche Firma Siemens-Schuckert in der Presse angeprangert wurden, war das Maß des Misstrauens gänzlich voll. Dabei fiel von Rex Amtszeit in den Beginn der Taisho-Periode, die vor allem auch eine Stärkung des Militärs und die Niederhaltung innerer Kräfte in Japan zur Folge hatte. Da wäre dringender Handlungsbedarf vor Ort erforderlich gewesen. Zumal diese Entwicklung zu einer deutlichen Abkehr von Deutschland und einem Umschwenken auf ein Bündnis mit Großbritannien hinauslief. Diese Veränderungen der Lage nahm von Rex nicht zur Kenntnis und selbst in seinen Berichterstattungen nach Deutschland scheint er von gänzlich anderen politischen Rahmenbedingungen ausgegangen zu sein. Jedoch fallen auch in seine Amtszeit besonders positiven Ergebnisse, so die Gründung der Japanisch-Deutschen Gesellschaft, die Gründung der Sophia-Universität 1913 und sein ausgesprochen agiles Bemühung der Deutschen Gesellschaft für Natur- und Völkerkunde Ostasiens (OAG) einen anerkannten Platz in der japanischen Öffentlichkeit zu geben. Während seiner Amtszeit in Tokyo war er Ehrenvorsitzender der OAG.
Da Arthur Alexander Kaspar von Rex etwa ab der Hälfte seiner Amtszeit als diplomatischer Vertreter Deutschlands kaum noch politisch bedeutsame, geschweige vertrauliche Informationen aus den Regierungsspitzen erhielt, waren ihm bestimmte Vorgänge des Zusammenwirkens von Japan mit Großbritannien auch nicht bekannt. Während man in Berlin noch von der Harmonie mit Japan träumte rüttelte die japanische Seite daran, mit ihren Streitkräften auf das Festland überzusetzen, um Tsingtau einzunehmen. Nur das zeitweilige Veto Englands bis Anfang August 1914 hielt sie noch zurück. Als dann mit Ausbruch des Ersten Weltkrieges in Europa England am 7. August 1914 Japan aufforderte seinen Bündnisverpflichtungen nachzukommen schienen Premier- und Außenminister nur darauf gewartet zu haben. Auch der Protest im Kabinett war schnell beiseite geräumt. In wenigen Tagen lag von Rex ein Ultimatum vor, dass bis zum 23. August 1914 befristet war. Darin forderte die japanische Regierung die Entwaffnung aller in der Region befindlichen deutschen Schiffe, die bedingungs- und entschädigungslose Übergabe von Kiautschou. Prompt am 23. August 1914, 14:00 japanischer Zeit wurden von Rex die Kriegserklärung der Regierung Ōkuma Shigenobu in Tokyo durch den Privatsekretär des Außenministers Yoshida und die Pässe ausgehändigt. Damit waren die diplomatischen Beziehungen zwischen dem Deutschen Reich und dem Kaiserreich Japan beendet. Am 29. August 1914 begab er sich an Bord des amerikanischen Dampfers „Minisota“ und leistete er sich hier noch einen letzten Affront. Zu seiner Verabschiedung war ein höherer Beamter des japanischen Außenministeriums an Bord des Schiffes gekommen. Er wollte ihm im Auftrag des Außenministers eine gute Reise wünschen. Doch von Rex ließ ihn stehen und kehrte ihm demonstrativ den Rücken zu. Am 18. Oktober traf er, über die USA kommend, wieder in Deutschland ein. Noch im Dezember 1914 wurde er in den einstweiligen Ruhestand versetzt. Mit 63 Jahren erfolgte dann 1923 seine endgültige Ruhestandsregelung.
Arthur Graf von Rex verstarb am 4. September 1926 im schweizerischen Waldhaus Flims.

## Familie
Arthur Alexander Kaspar von Rex entstammt dem Adelsgeschlecht von Rex. Er war der zweite Sohn von Graf Alexander Caspar von Rex (1827–1870), Herr auf Zehista und dessen Ehefrau Olga, geborene von Möhrmann (1830–1890).